# Leopold I del Sacre Imperi Romanogermànic
Leopold I (Viena, 9 de juny de 1640 - 5 de maig de 1705) fou emperador del Sacre Imperi Romanogermànic, arxiduc d'Àustria, rei d'Hongria i rei de Bohèmia, era fill de l'emperador Ferran III i de la seva primera dona Maria Anna d'Espanya, filla del rei Felip III d'Espanya.

## Biografia

### Primers anys

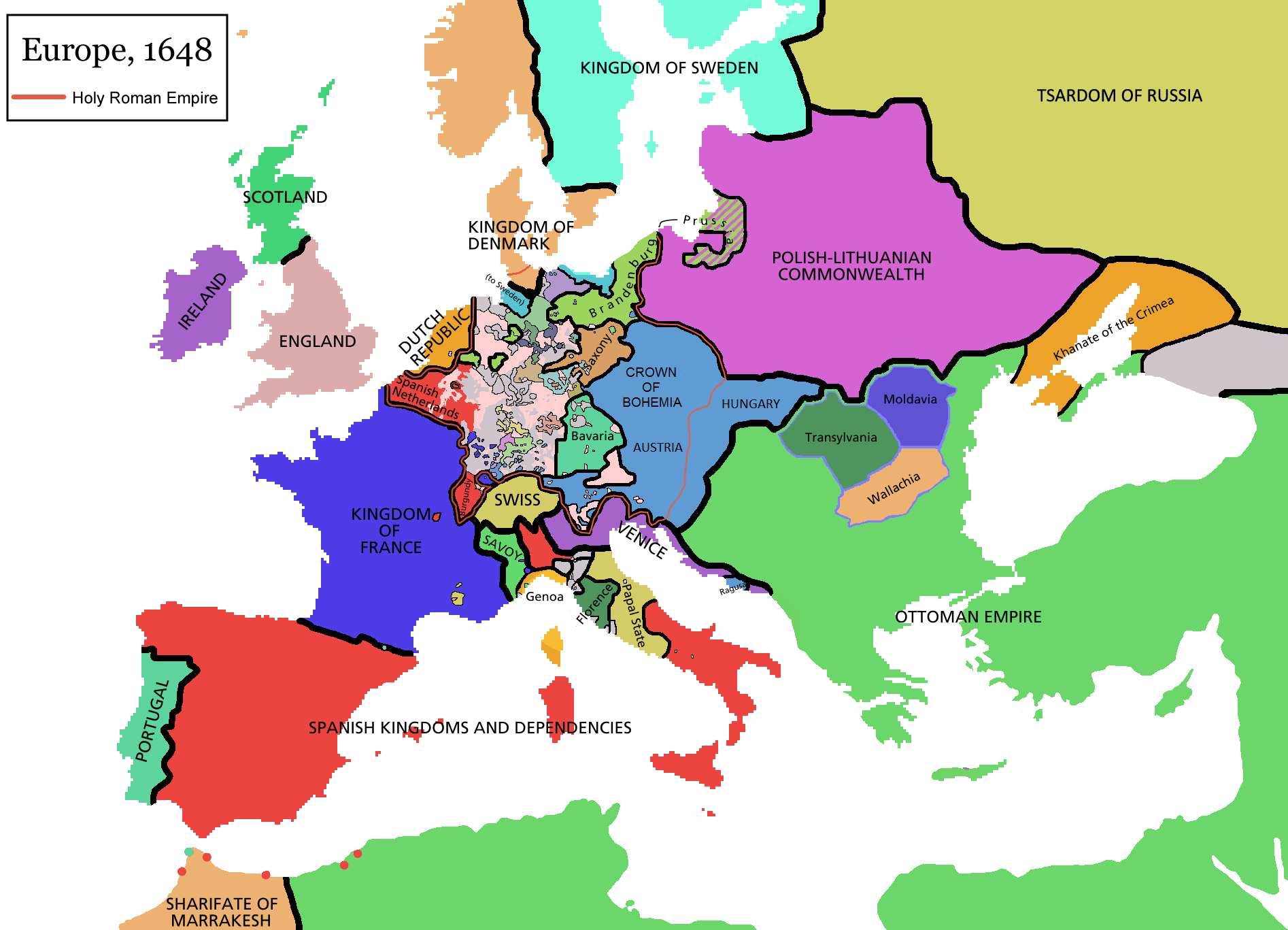
Europa després de la pau de Westfàlia el 1648

Nascut el 9 de juny de 1640 a Viena, Leopold va rebre el programa tradicional d'educació en arts liberals, història, literatura, ciències naturals i astronomia. Es va interessar especialment per la música, com ho havia estat el seu pare, l'emperador Ferran III. Des de petit Leopold va mostrar una inclinació cap a l'aprenentatge. Va arribar a dominar el llatí, l'italià, l'alemany i el castellà. A més de l'alemany, l'italià seria la llengua més afavorida a la seva cort.
Així mateix, havia rebut una àmplia formació eclesiàstica, ja que originàriament havia estat seleccionat per a una carrera en el clergat superior. Aquest pla, però, va ser abandonat a la mort el 1654 del seu germà gran, Ferran IV, quan Leopold es va convertir en hereu. No obstant això, l'educació espiritual de Leopold havia tingut un impacte evident en ell. Leopold va romandre sota l'encís de la seva educació clerical i la influència jesuïta al llarg de la seva vida. Per a un monarca tenia un coneixement inusual de teologia, metafísica, jurisprudència i ciències. També va mantenir el seu interès per l'astrologia i l'alquímia que havia desenvolupat sota els tutors jesuïtes. Persona profundament religiosa i devota, Leopold personificava la pietas Austriaca, o l'actitud fidel catòlica de la seva casa. D'altra banda, la seva pietat i educació poden haver provocat en ell una tensió fatalista que l'inclinà a rebutjar qualsevol compromís en qüestions confessionals, cosa que no sempre es considera una característica positiva d'un governant.

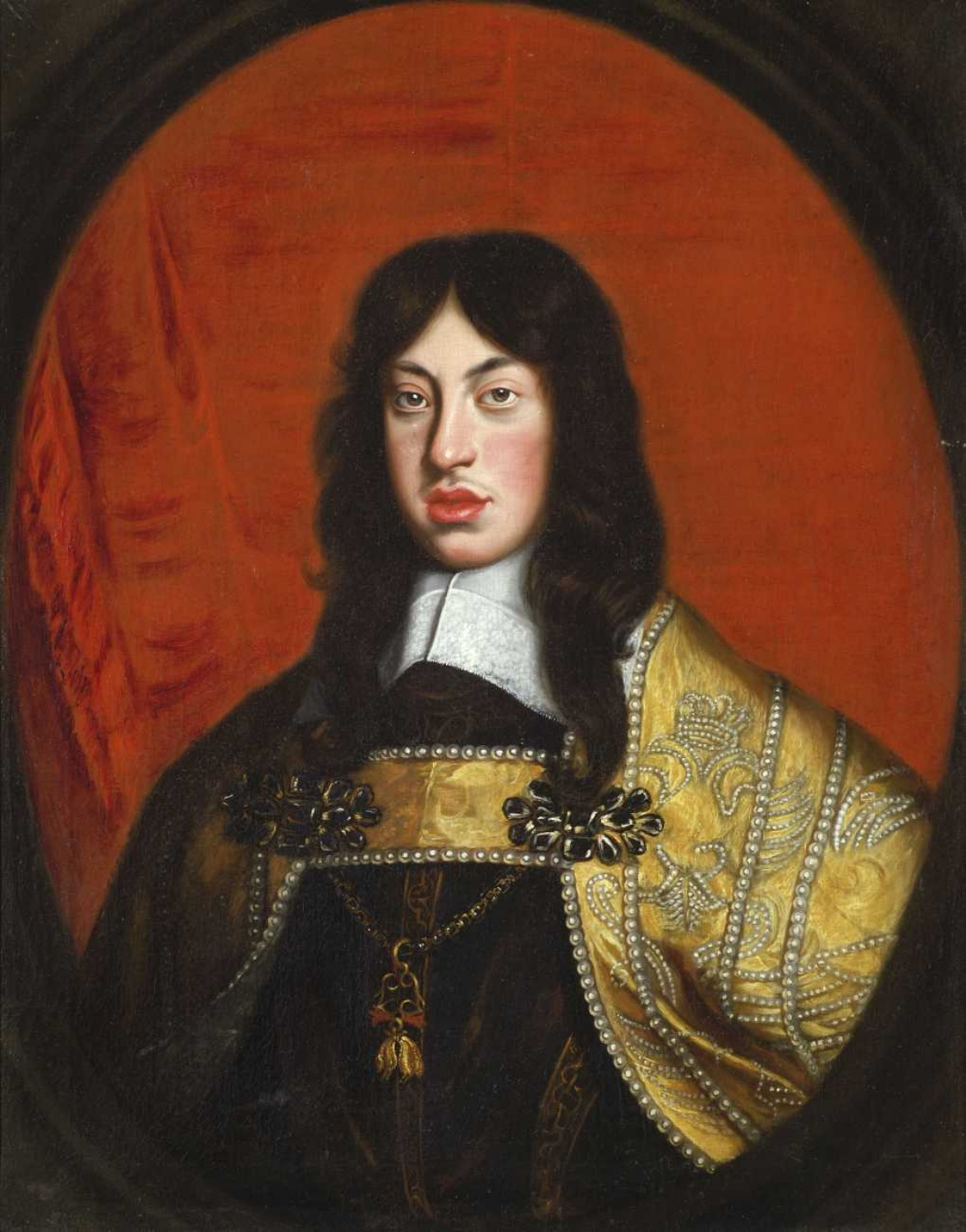
El jove Leopold per anònim, c. 1660

A la mort del seu germà Ferran IV, rei dels Romans, rei d'Hongria i rei de Bohèmia el 1654 era massa jove per ser elegit, i el seu pare, l'emperador Ferran III va retardar l'obertura i la conclusió del Deputationsstag després del Reichstag per guanyar temps fins a les següents eleccions. Finalment, Leopold va ser coronat rei d'Hongria el 1655, va seguir el mateix el 1656 a Bohèmia i el 1657 a Croàcia respectivament. El juliol de 1658, més d'un any després de la mort del seu pare, Leopold va ser elegit emperador del Sacre Imperi Romanogermànic a Frankfurt en oposició al cardenal Mazzarino, que va intentar coronar Ferran Maria de Baviera o d'algun altre príncep no Habsburg. Per conciliar França, que va tenir una influència considerable en els afers alemanys gràcies a la Lliga del Rin, el nou emperador es va comprometre a no assistir Espanya, aleshores en guerra amb França. Això va marcar l'inici d'un regnat de gairebé 47 anys caracteritzat per una rivalitat duradora amb França i el seu rei, Lluís XIV. La personalitat i el poder dominants d'aquest últim van eclipsar completament Leopold, fins i tot fins als nostres dies, però Leopold no va ser menys un rei guerrer donat que la major part de la seva vida pública es va dirigir a l'organització i promoció de les guerres. Va governar el Sacre Imperi Romanogermànic fins a la seva mort el 1705, convertint-se en el segon emperador dels Habsburg amb més temps (46 anys i 9 mesos). Va ser alhora un compositor i un considerable mecenes de la música.
Es deia que Leopold tenia els atributs físics típics dels Habsburg, com la prominent mandíbula inferior dels Habsburg. Baix, prim i de constitució malaltissa, Leopold era fred i reservat en públic i socialment inepte. Tanmateix, també es diu que va ser obert amb col·laboradors propers. Coxe va descriure Leopold de la següent manera: «El seu caminar era majestuós, lent i deliberat; el seu aire pensatiu, la seves maneres grolleres, la seva disposició freda i flegmàtica». Spielman argumenta que la seva llarga esperada carrera en el clergat va fer que Leopold hagués adoptat aviat la intensa pietat catòlica que s'esperava d'ell i les maneres suaus adequades per a un simple paper de suport. Va créixer fins a la maduresa sense l'ambició militar que caracteritzava a la majoria. dels seus companys monarques Des del principi, el seu regnat va ser defensiu i profundament conservador.

### Segona Guerra del Nord
La primera guerra de Leopold va ser la Segona Guerra del Nord entre 1655 i 1660 en la que el rei Carles X Gustau de Suècia va intentar convertir-se en rei de la Confederació de Polònia i Lituània amb l'ajuda d'aliats com el príncep de Transsilvània Jordi Rákóczi II. El pare de Leopold s'havia aliat amb el rei Joan II Casimir Vasa de Polònia el 1656, i el 1657, Leopold va ampliar aquesta aliança per incloure les tropes austríaques (pagades per Polònia), van ajudar a derrotar l'exèrcit de Transsilvània i van fer campanya fins a Dinamarca, i la guerra va acabar amb el Tractat d'Oliwa el 1660.

### Primeres guerres contra l'Imperi Otomà
El regnat de Leopold és conegut pel conflictes amb l'Imperi Otomà. L'Imperi Otomà sovint es va interferir en els afers de Transsilvània, sempre un estat indisciplinat, i aquesta ingerència va provocar una guerra amb el Sacre Imperi Romanogermànic, que després d'algunes operacions desoladores va començar realment el 1663. El 1663, els otomans van endegar una desastrosa invasió d'Àustria, que finalitzà en la batalla de Sant Gotard, guanyada pels cristians. Els austríacs no van poder donar continuïtat a aquesta victòria i van haver de signar la pau de Vasvár favorable als otomans a causa de l'amenaça francesa a la frontera occidental, El conflicte va esclatar de nou amb la Gran Guerra Turca, que va tenir lloc entre 1683 i 1699. La victòria de les potències de la Sagrada Lliga (els Habsburg, Polònia, Venècia, i Rússia) va venir de mans dels talents militars del príncep Carles V de Lorena, qui el setembre de 1683, amb el suport del rei polonès Joan III Sobieski, va atacar i derrotar els turcs que assetjaven Viena i va dirigir diverses expedicions a l'Hongria ocupada pels otomans, conquerint Budapest el 1686, i després de la batalla de Mohács l'any següent, Eslavònia i Transsilvània. Amb el tractat de Karlowitz, Leopold va recuperar gairebé tot el Regne d'Hongria, que havia caigut sota el poder turc els anys posteriors a la batalla de Mohács de 1526 i marcà l'inici del replegament otomà als Balcans.

### Guerres contra França

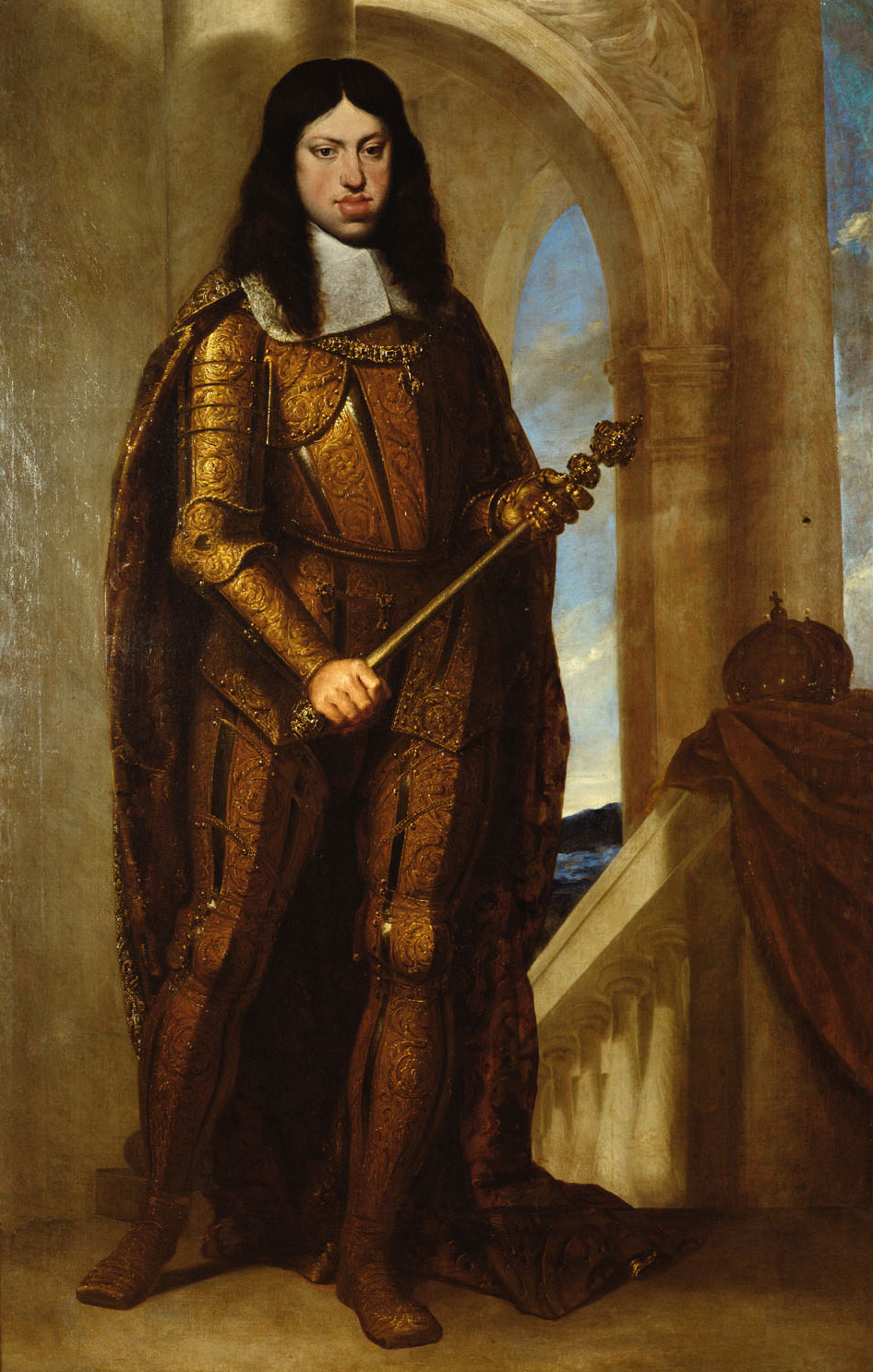
Leopold I, pintat per Guido Cagnacci (1657-1658)

L'expansió francesa va amenaçar cada cop més l'Imperi, especialment la presa de l'estratègic ducat de Lorena el 1670, seguida de la Guerra Francoholandesa de 1672. A mitjans de juny, les Províncies Unides vna quedar a la vora de la destrucció, la qual cosa va portar a Leopold a acordar una aliança amb Brandenburg-Prússia i la República el 25 de juny. Tanmateix, també s'enfrontava a una revolta a Hongria i considerava que les conquestes franceses a Renània era una prioritat més alta que ajudar els holandesos. El seu comandant, Raimondo Montecuccoli, va rebre l'ordre de romandre a la defensiva i evitar un conflicte directe. La caòtica logística va fer impossible el manteniment de les tropes i Brandenburg va abandonar la guerra el juny de 1673 en virtut del Tractat de Vossem.
A l'agost es va formar una quàdruple aliança antifrancesa, formada per la República Holandesa, l'Imperi Espanyol, l'emperador Leopold i el duc de Lorena, mentre que el maig de 1674, la Dieta Imperial la va declarar una guerra Imperial. El Tractat de Nimega de 1678 es considera generalment una victòria francesa, tot i que l'Aliança va aconseguir limitar els seus guanys.
Gairebé immediatament després de la conclusió de la pau Lluís va renovar les seves agressions a la frontera alemanya mitjançant la Guerra de les Reunions. Embolicat en una lluita seriosa amb l'Imperi Otomà, l'emperador va tornar a moure's lent, i encara que es va unir a la Lliga d'Associació contra França el 1682, es va alegrar de fer una treva a Ratisbona dos anys més tard, i que va acabar amb la cessió a França de Luxemburg i Estrasburg. Tota la posició europea estava ara lligada als esdeveniments d’Anglaterra, i la tensió va durar fins al 1688, quan Guillem III d'Orange va guanyar la corona anglesa a través de la Revolució Gloriosa i Lluís va envair Alemanya. El maig de 1689 es va formar la Gran Aliança, que inclou l'emperador, els reis d'Anglaterra, Espanya i Dinamarca, l'elector de Brandenburg i altres, i es va lliurar una lluita aferrissada contra França a gairebé tota l'Europa occidental. En general, les diverses campanyes van ser favorables als aliats, i el setembre de 1697, Anglaterra, Espanya i les Províncies Unides van fer la pau amb França en el Tractat de Rijswijk amb la devolució de Lorena i Luxemburg a Leopold.
Leopold es va negar a consentir el tractat, ja que considerava que els seus aliats havien descuidat una mica els seus interessos, però el mes següent va arribar a un acord i uns quants llocs van ser traslladats de França al Sacre Imperi Romanogermànic. La pau amb França va durar uns quatre anys i després Europa es va veure implicada en la Guerra de Successió. El rei d'Espanya, Carles II, era un Habsburg d'ascendència i estava relacionat per matrimoni amb la branca austríaca, mentre que una vinculació similar el lligava a la casa reial de França. Era feble i sense fills, i les potències europees havien fet intents per organitzar una divisió pacífica del seu extens regne. Leopold es va negar a consentir cap partició, i quan al novembre de 1700 Carles va morir, deixant la seva corona a Philippe, duc d'Anjou, net de Lluís XIV, totes les esperances d'un acord pacífic van desaparèixer. Sota la guia de Guillem III es va formar una poderosa lliga, una renovada Gran Aliança, contra França; d'això l'emperador en va ser un membre destacat, i el 1703 va transferir la seva reclamació sobre la monarquia espanyola al seu segon fill, l'arxiduc Carles. El curs inicial de la guerra no va ser favorable als Imperialistes, però la marea de la derrota s'havia fet retrocedir amb la gran victòria de Blenheim abans que Leopold morís el 5 de maig de 1705.

## Problemes interns

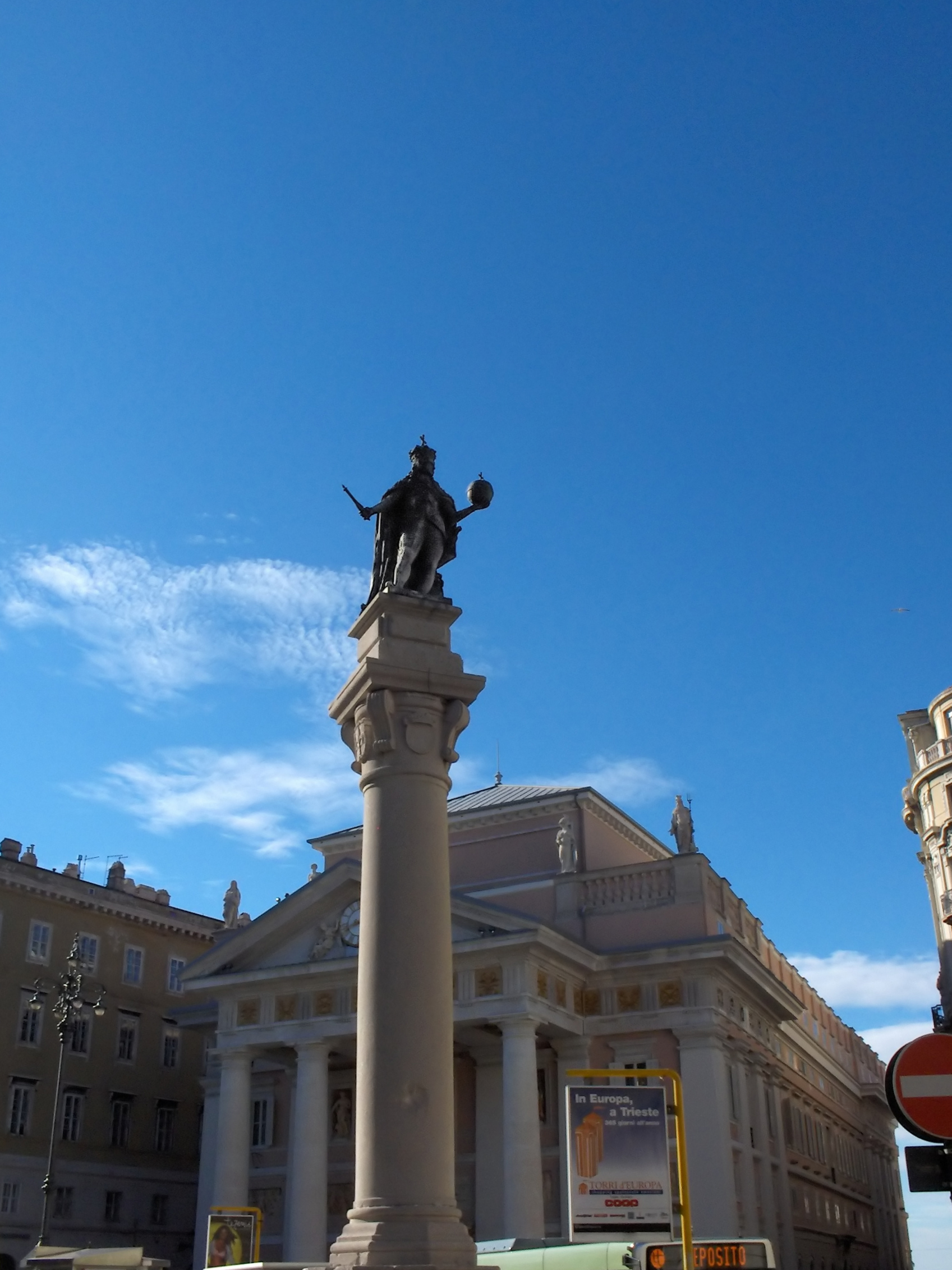
Columna Leopold I (1673) a Trieste

El mateix emperador va definir les directrius de la política. Johann Weikhard d'Auersperg va ser destituït el 1669 com a ministre principal. El va seguir Wenzel Eusebio, príncep de Lobkowicz. Tots dos havien concertat algunes connexions amb França sense que l'emperador ho sàpiga. El 1674 Lobkowicz també va perdre el seu nomenament.
També va expulsar comunitats jueves del seu regne, per exemple la comunitat jueva vienesa, que solia viure en una zona anomenada Im Werd a través del canal del Danubi. Després de l'expulsió de la població jueva, amb el suport popular, la zona va ser rebatejada com a Leopoldstadt com a acció de gràcies. Però Frédéric Guillaume, elector de Brandenburg, va emetre un édit l'any 1677, en el qual anunciava la seva protecció especial per a 50 famílies d'aquests jueus expulsats.
En governar les seves pròpies terres, Leopold va trobar les seves principals dificultats a Hongria, on els disturbis van ser causats en part pel seu desig d'esclafar el protestantisme i en part per l'anomenada conspiració del Magnat. Un aixecament va ser suprimit el 1671 i durant alguns anys Hongria va ser tractada amb gran severitat. L'any 1681, després d'un altre aixecament, es van eliminar uns quants greuges i es va adoptar una política menys repressiva, però això no va impedir que els hongaresos es revoltessin de nou. Les forces austríaques van ocupar el castell de Trebišov el 1675, però el 1682 Imre Thököly el va capturar i després va fugir dels continus atacs austríacs, per la qual cosa van fer volar el castell, deixant-lo en ruïnes. Van fugir com a presumptes tropes rebels hongareses sota el comandament d'Imre Thököly, cooperant amb els turcs, i van saquejar la ciutat de Bielsko el 1682. El 1692, Leopold va renunciar als seus drets sobre la propietat, donant els seus drets per donació a Theresia Keglević.
Afavorint la causa dels rebels, el sultà Mehmed IV va enviar un exèrcit enorme a Àustria a principis de 1683; aquest va avançar gairebé sense control cap a Viena, que va ser assetjada de juliol a setembre, mentre Leopold es refugiava a Passau. Adonant-se de la gravetat de la situació una mica tard, uns quants dels prínceps alemanys, entre ells els electors de Saxònia i Baviera, van dirigir els seus contingents a l’Exèrcit Imperial, que estava comandat pel cunyat de l'emperador, Carles, duc de Lorena, però el més temible dels aliats de Leopold era el rei de Polònia, Joan III Sobieski, que ja era temut pels turcs.

## Èxit contra els turcs i a Hongria

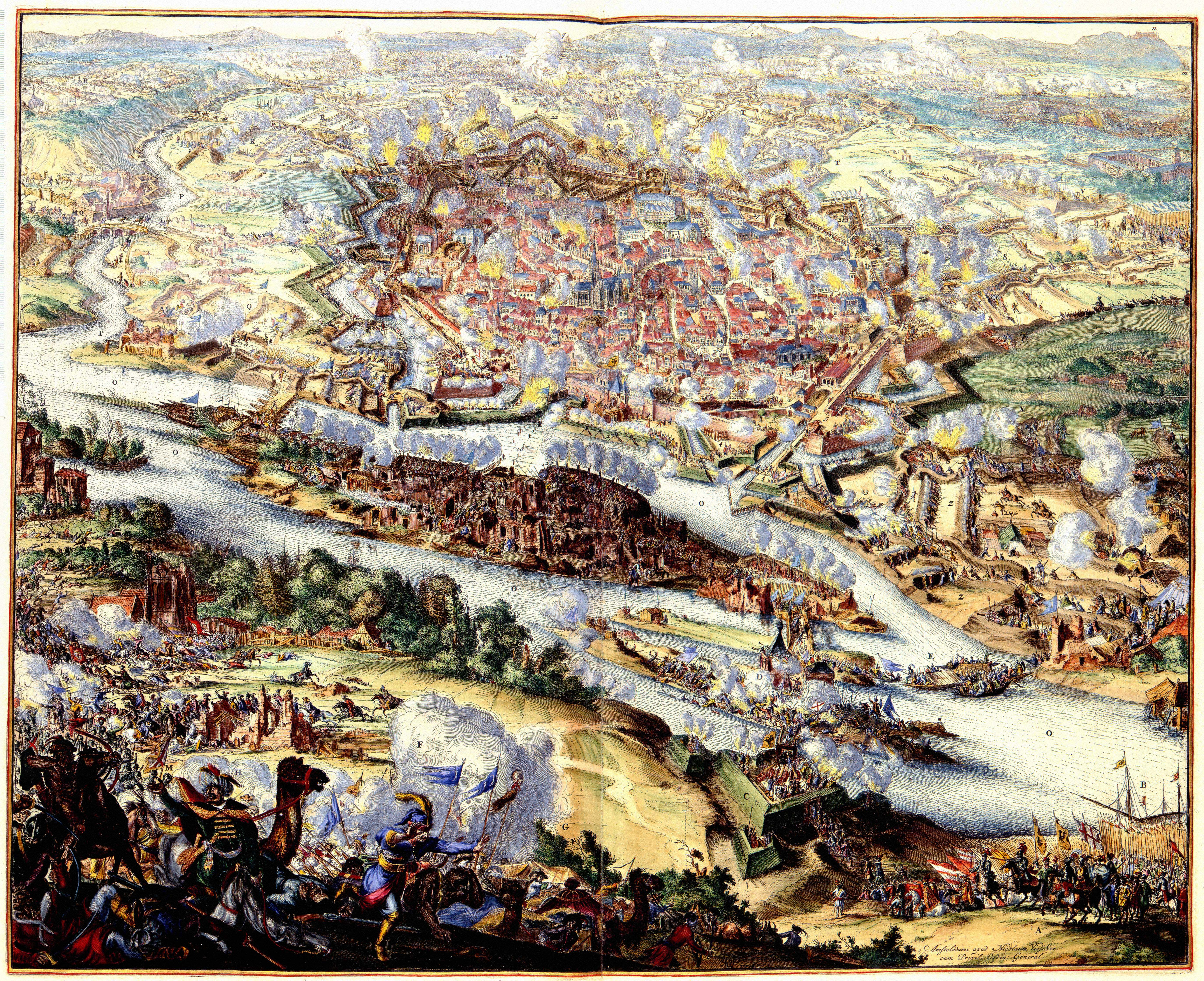
La batalla de Viena va marcar el final històric de l'expansió de l'Imperi Otomà a Europa.

El 12 de setembre de 1683, l'exèrcit aliat va caure sobre l'enemic, que estava completament derrotat, i Viena es va salvar. Les forces Imperials, entre les quals amb el príncep Eugeni de Savoia van aconseguir la victòria, en particular a prop de Mohács el 1687 i a Senta el 1697, i el gener de 1699, el sultà Mustafà II va signar el Tractat de Karlowitz pel qual va cedir gairebé la totalitat d'Hongria (inclosos els serbis de Vojvodina) a la monarquia dels Habsburg. Quan les forces dels Habsburg es van retirar, van retirar 37.000 famílies serbies sota el patriarca Arsenije III Čarnojević del patriarcat serbi de Peć. Els anys 1690 i 1691 l'emperador Leopold I havia concebut mitjançant una sèrie d'edictes (Privilegis) l'autonomia dels serbis en els seus dominis, que duraria i es desenvoluparia durant més de dos segles fins a la seva abolició el 1912. Abans de la conclusió de la guerra, però, Leopold havia pres mesures per enfortir el seu control sobre aquest país. El 1687, la Dieta d'Hongria a Pressburg (actual Bratislava) va canviar la constitució; es va admetre el dret dels Habsburg a succeir al tron sense eleccions i el fill gran de l'emperador Josep I va ser coronat rei hereditari d'Hongria.

## El Sacre Imperi Romanogermànic
La pau de Westfàlia el 1648 havia estat una derrota política per als Habsburg. Va acabar amb la idea que Europa era un únic Imperi cristià; governat espiritualment pel Papa i temporalment pel Sacre Emperador Romanogermànic. A més, el tractat es dedicava a repartir la terra i la influència als que havien guanyat, l'aliança anti-Habsburg liderada per França i Suècia. Tanmateix, els Habsburg van obtenir uns quants beneficis de la Guerra dels Trenta Anys; l'aristocràcia protestant als territoris dels Habsburg havia quedat delmada, i els llaços entre Viena i els dominis dels Habsburg a Bohèmia i altres llocs es van enfortir molt. Aquests canvis permetrien a Leopold iniciar les reformes polítiques i institucionals necessàries durant el seu regnat per desenvolupar una mica d'estat absolutista seguint la línia francesa. Les conseqüències més importants de la guerra van ser, en retrospectiva, debilitar els Habsburg com a emperadors però enfortir-los a les seves pròpies terres. Leopold va ser el primer a adonar-se d'aquest estat alterat de coses i actuar d'acord amb ell.
Leopold va promoure el Pacte mutu de successió acordat entre els arxiducs Josep i Carles i va iniciar una guerra que aviat va engolir bona part d'Europa. Els primers anys de la guerra van anar força bé per a Àustria, amb victòries a la batalla de Schellenberg i la batalla de Blenheim, però la guerra s'allargaria fins al 1714, nou anys després de la mort de Leopold, i amb prou feines va tenir efectes en els altres estats en guerra, però a la Corona d'Aragó va dur als decrets de Nova Planta. Quan la pau va tornar amb el tractat d'Utrecht, no es podia dir que Àustria va sortir tan triomfant com ho va fer de la guerra contra els turcs.

### Reforma administrativa
El regnat de Leopold va veure uns quants canvis importants en la constitució de l'Imperi. El 1663 la Dieta Imperial va entrar en l'última etapa de la seva existència i es va convertir en un cos permanentment en sessió a Ratisbona. Aquesta dieta perpètua esdevindria una eina vital per a la consolidació del poder dels Habsburg sota Leopold.

### Canvis polítics
El 1692, el duc de Hannover va ser elevat al rang d'elector, convertint-se en el novè membre del col·legi electoral. El 1700, Leopold, molt necessitat d'ajuda per a la guerra imminent amb França, va concedir el títol de rei de Prússia a l'elector de Brandenburg. El resultat net d'aquests i canvis similars va ser debilitar l'autoritat de l'emperador sobre els prínceps de l'Imperi i obligar-lo a confiar cada cop més en la seva posició com a governant dels arxiducats austríacs i d'Hongria i Bohèmia.

## Família
El 1666 es va casar amb Margarida d'Espanya (1651 - 1673), filla del seu oncle matern, el rei Felip IV de Castella i de Marianna d'Espanya. El matrimoni va tenir quatre fills:
- Ferran Wenceslau (1667 - 1668).
- Maria Antònia (1669 - 1692), casada amb Maximilià II de Baviera.
- Joan Leopold 1670.
- Maria Anna Antònia (1672).

Morta Margarida el 1673, Leopold es casà l'any següent amb Clàudia Felicitat del Tirol (1653 - 1676), filla del comte Ferran Carles del Tirol i d'Anna de Mèdici. D'aquest segon matrimoni en nasqueren dues filles:
- Maria Anna Sofia (1674).
- Maria Josepa Clementina (1675-1676).

Finalment, el 1676 es va casar amb Elionor del Palatinat-Neuburg (1655 - 1720), filla de Felip Guillem I, elector palatí i de la landgravina Elisabet Amàlia de Hessen-Darmstadt. La parella va tenir deu fills:
- SM l'emperador Josep I, emperador romanogermànic, nascut a Viena el 1678 i mort el 1711. Es casà amb la princesa Amàlia Guillema de Brunsvic-Lüneburg.
- SAIR l'arxiduquessa Cristina d'Àustria, nascuda a Viena el 1679 i morta el mateix any.
- SAIR l'arxiduquessa Maria Elisabet d'Àustria, nascuda a Viena el 1680 i morta a Brussel·les el 1741. Esdevingué governadora dels Països Baixos austríacs.
- SAIR l'arxiduc Leopold Josep d'Àustria, nascut a Viena el 1682 i mort el 1684 a Viena.
- SAIR l'arxiduquessa Maria Anna Josepa d'Àustria, nascuda a Viena el 1683 i morta el 1754 a Lisboa. Es casà amb el rei Joan V de Portugal.
- SAIR l'arxiduquessa Maria Teresa d'Àustria, nascuda a Viena el 1684 i morta el 1696.
- SM l'emperador Carles VI, emperador romanogermànic, nascut a Viena el 1685 i mort a Viena el 1740. Es casà amb la duquessa Elisabet Cristina de Brunsvic-Wolfenbüttel l'any 1708.
- SAIR l'arxiduquessa Maria Josepa d'Àustria, nascuda el 1687 i morta el 1703 a Viena.
- SAIR l'arxiduquessa Maria Magdalena d'Àustria, nascuda el 1689 i morta el 1743 a Viena.
- SAIR l'arxiduquessa Maria Margarida d'Àustria, nascuda a Viena el 1690 i morta el 1691 a Viena.